# انریکه دلافوئنته
انریکه دلافوئنته (انگلیسی: Enrique de la Fuente؛ زادهٔ ۱۱ اوت ۱۹۷۵) یک بازیکن والیبال اهل اسپانیا است.